# Aroma frutal
| Ésteres de frutas                                                                             |
| --------------------------------------------------------------------------------------------- |
|                                                                                               |
| R 1 y R 2 son grupos organilo, p. ej. B. grupos alquilo. El grupo éster está marcado en azul. |

El aroma frutal es una característica típica de diferentes tipos de frutas. El aroma a menudo se compone de una variedad de compuestos diferentes, una gran proporción de los cuales son los llamados ésteres de frutas. Se refiere a ésteres de ácidos carboxílicos y alcoholes de longitud corta a media. Las lactonas (internas = ésteres cíclicos) también se encuentran ocasionalmente en sabores de frutas. Otros sabores frutales pertenecen a los grupos químicos orgánicos de alcoholes, aldehídos o cetonas.
El término "aroma frutal" ("Fruchtaroma" del alemán) se usa mucho en catas de vino, descripciones de perfumes, alimentos o productos aromáticos. Puede referirse al sabor/aroma a fruta, cuando se refiere más al perfil sensorial de un alimento o bebida que contiene o imita el olor y/o sabor de frutas, pero también al extracto o esencia de fruta, si hablamos de un componente utilizado para dar sabor o aroma en la industria alimentaria o perfumería.
La proporción de aroma en el peso total de la fruta fresca suele ser inferior a 30 mg/kg. Los componentes principales de muchos sabores de frutas ahora se obtienen comercialmente a partir de aromas/sabores naturales y aromas/sabores idénticos a los naturales y se utilizan para dar sabor a una amplia variedad de alimentos y cosméticos.

## Componentes principales de varios sabores de frutas.
A continuación se enumeran únicamente las sustancias aromáticas clave.

### Piña
4-Hidroxi-2,5-dimetil-3(2H)-furanona (“HD3F”, Furaneol ®), éster etílico del ácido (S)-2-metilbutírico y otros.

### Manzana
En el aroma de la manzana intervienen fundamentalmente ésteres, aldehídos y alcoholes. Los ésteres más importantes incluyen el éster etílico del ácido 2-metilbutírico, el éster etílico del ácido butírico, el acetato de 2-metilbutilo, el acetato de n-butilo y el acetato de hexilo. El hexanal y el (E)-2- hexenal se encuentran entre los aldehídos que se forman parcialmente en la boca a través de una conversión enzimática muy rápida de ácidos grasos y a menudo se los denomina notas verdes (sabor de manzanas verdes, como la Granny Smith). Entre los alcoholes, son importantes el 1-butanol, el 2-metilbutanol, el 1-hexanol y el (E)-2-hexen-1-ol. Otros compuestos aromáticos clave en las manzanas son la β- damascona y el α- farneseno.

### Albaricoque
(R)-γ-decalactona, δ-decalactona, terpineol, geraniol, linalol, ácido (S)-2-metilbutírico.

### Banana/plátano
Éster amílico del ácido acético, éster isoamílico del ácido acético, éster 3-metilbutílico del ácido butírico, éster 3-metilbutílico del ácido 3-metilbutírico.

### Pera
Éster amílico del ácido acético, éster etílico del ácido (2E ,4Z)-deca-2,4-dienoico.

### Zarzamora
2-Heptanol, terpineol, 1-hexanol, 2-heptanona.

### Fresa
4-Hidroxi-2,5-dimetil-3(2 H)-furanona (“HD3F”, Furaneol ®), (R)-γ-decalactona, (E)-2-hexen-1-ol, (E)-2-hexenal, acetato de (E)-2-hexen-1-ilo, linalol, antranilato de metilo, butirato de etilo, hexanoato de etilo.
El llamado “aldehído de fresa” (¡no es un aldehído!) El glicidato de etilo y metilfenilo, o éster etílico del ácido 2,3-epoxi-3-metil-3-fenilpropanoico, tiene un fuerte olor a fresas, pero no se encuentra en ellas.

### Pomelo
Componentes principales del jugo: (R)-1-p-menteno-1-tiol (tioterpineol), pero también éster etílico del ácido butírico, (Z)-3-hexenal, 1-hepten-3-ona, 4-mercapto-4-metilpentan-2-ona; en aceite de cáscara: (+)- nootkatona.

### Frambuesa
Cetona de frambuesa, pero también α-/β-ionona y teaspirano.

### Cereza
Benzaldehído, hexanal, (E)-2-hexenal, fenilacetaldehído, (E, Z)-nona-2,6-dien-1-al, eugenol.

### Kiwi
Componentes principales del puré de kiwi fresco: 3-metil-2-butanona, 3-hidroxi-2-butanona, (E)-2-hexenal, éster etílico del ácido 3-hidroxibutírico, alcohol fenetílico, α-terpineol, geraniol.

### Mandarina
Timol, éster metílico del ácido N- metilantranílico.

### Melón
(Z)-6-Nonenal, 2,6-Dimetil-5-heptenal.

### Naranja
(R)-Limoneno, pero también acetaldehído, (Z)-3-hexenal, decanal, trans-4,5-epoxi-(E)-2-decenal.
Aceite de naranja: acetato de nerilo y acetato de octilo.

### Maracuyá
El agente determinante del olor es 2-metil-4-propil-1,3-oxatiano β- ionona, éster etílico del ácido butírico, éster etílico del ácido hexanoico, éster hexílico del ácido butírico, éster hexílico del ácido hexanoico.

### Durazno
Ésteres de ácido acético, lactonas [como la (R)-γ-decalactona], hexanal, benzaldehído y otros.

### Ciruela
Linalool, benzaldehído, éster metílico del ácido cinámico, (R)-γ-decalactona, C6-aldehídos.

### Membrillo
(E)-/(Z)-marmelolactona, α-farneseno, éster etílico del ácido 2-metilbutírico, hexanol, 3-hidroxi-β-ionol y 5,6-dihidroxi-β-ionona.

### Grosella negra
4-Metoxi-2-metil-2-butanotiol.

### Limón
Citral (mezcla de isómeros de geranial/neral), pero también linalol, mirceno y (R)-limoneno.

### Presencia de ésteres de ácido carboxílico en frutos (selección)

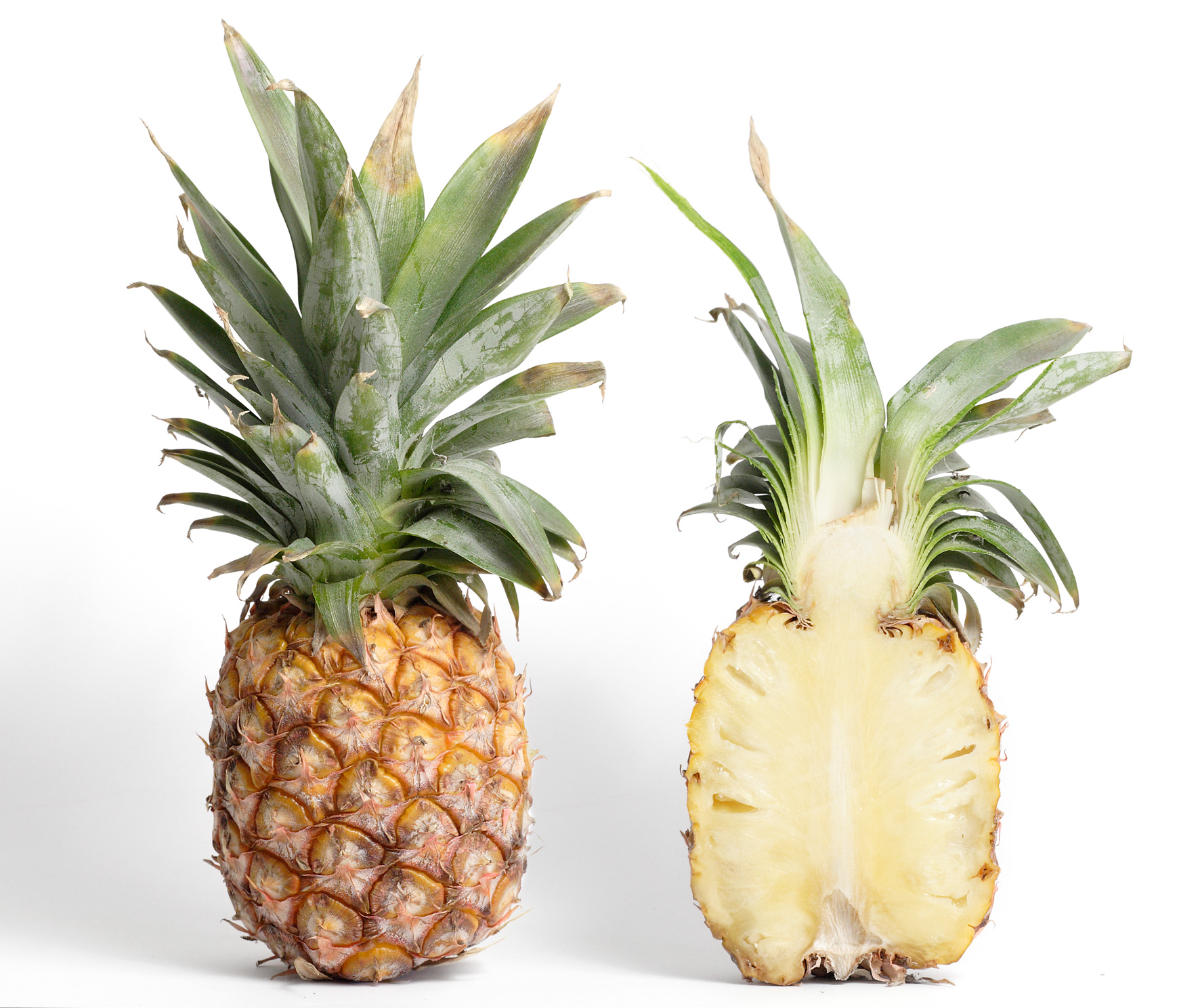
Piña
Manzana
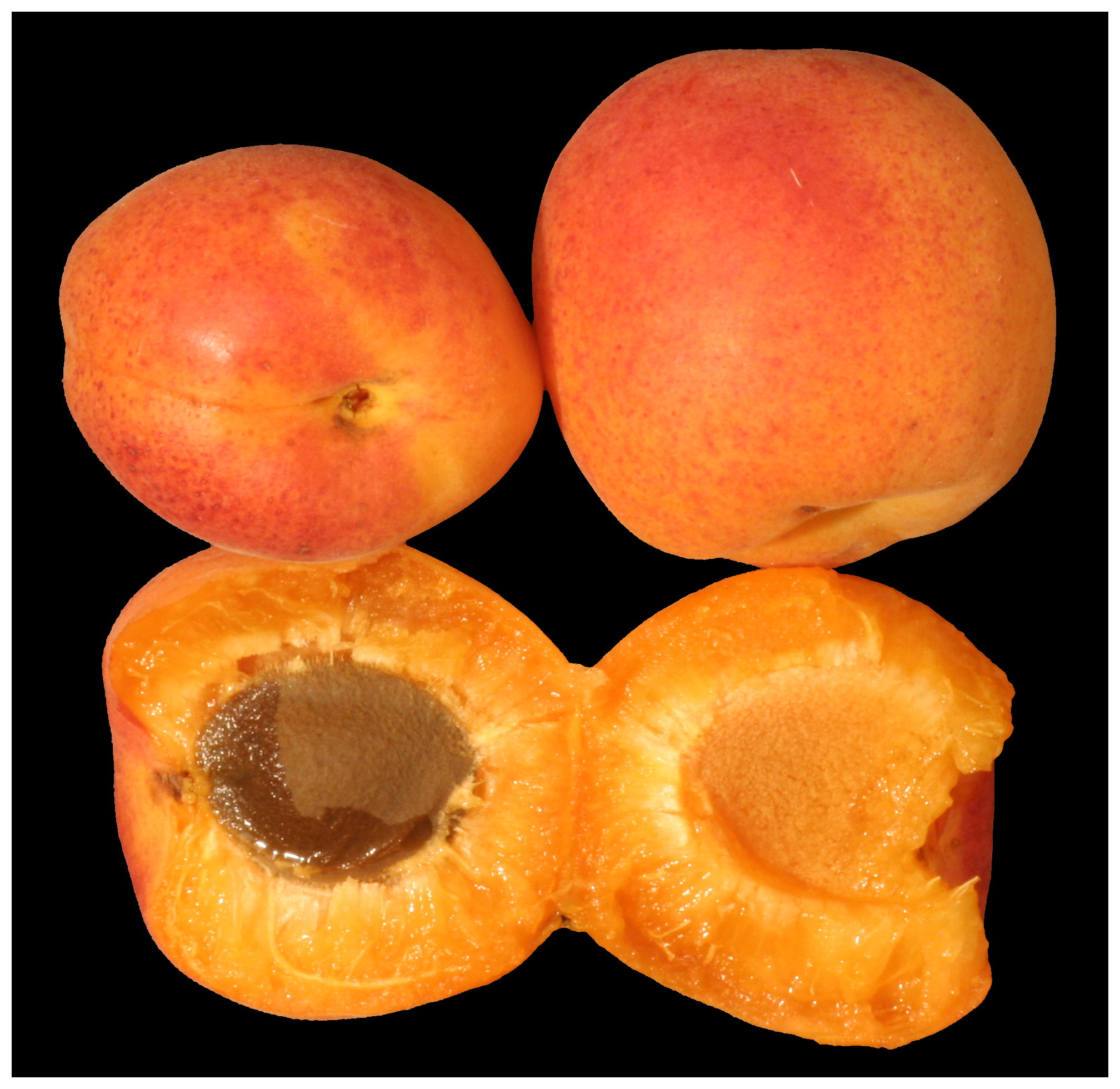
Albaricoque
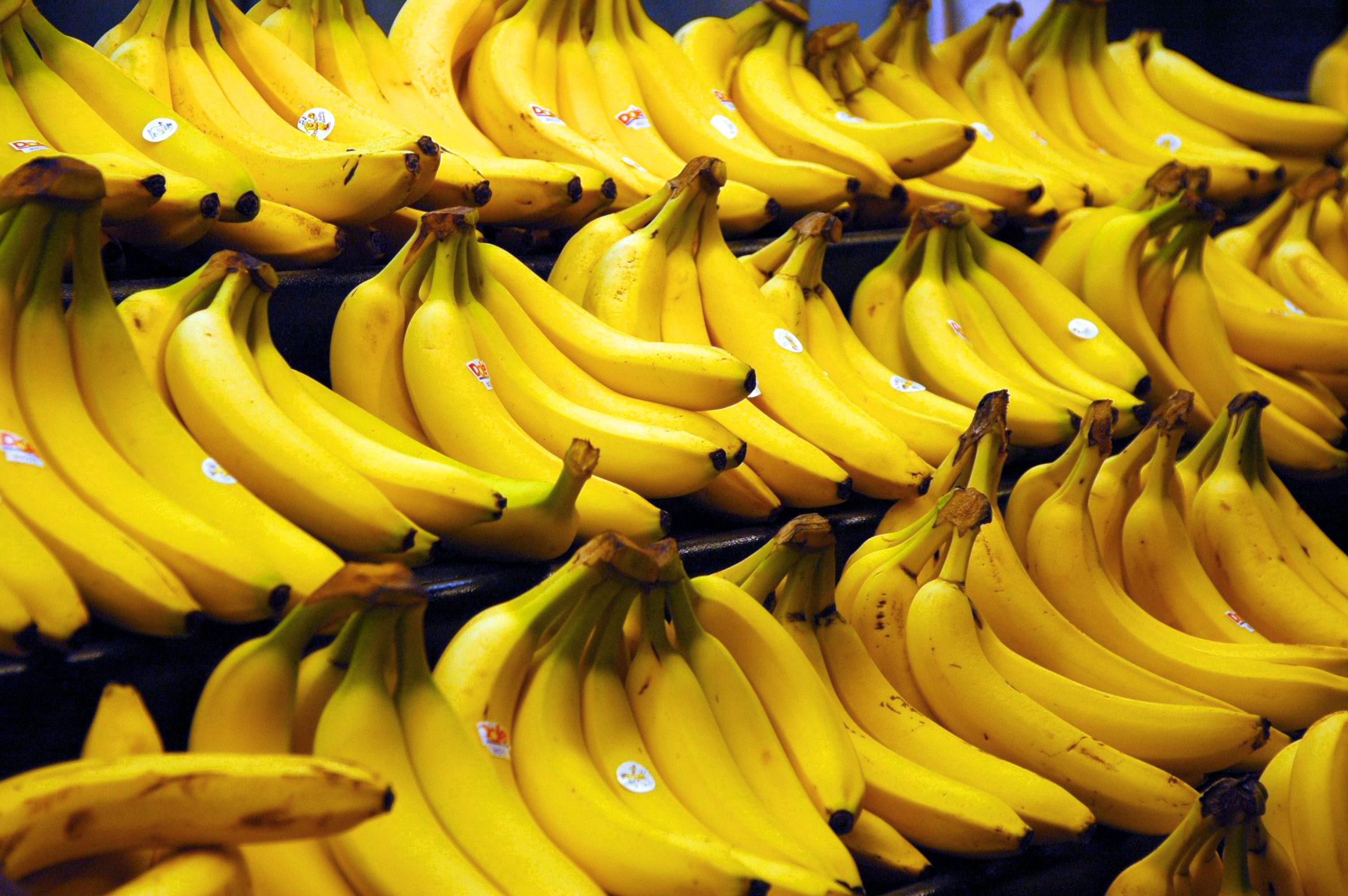
Banana
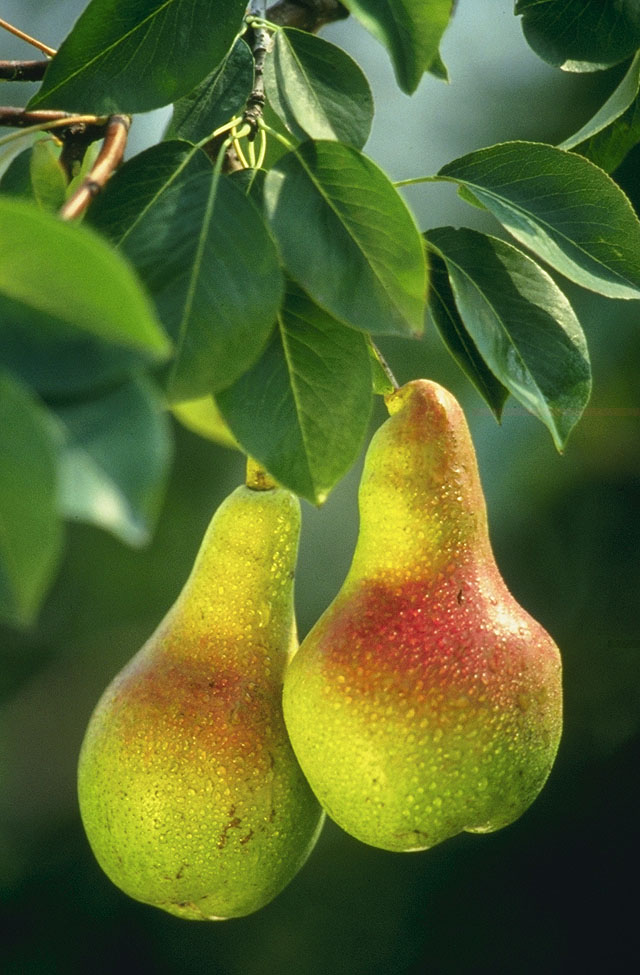
Pera
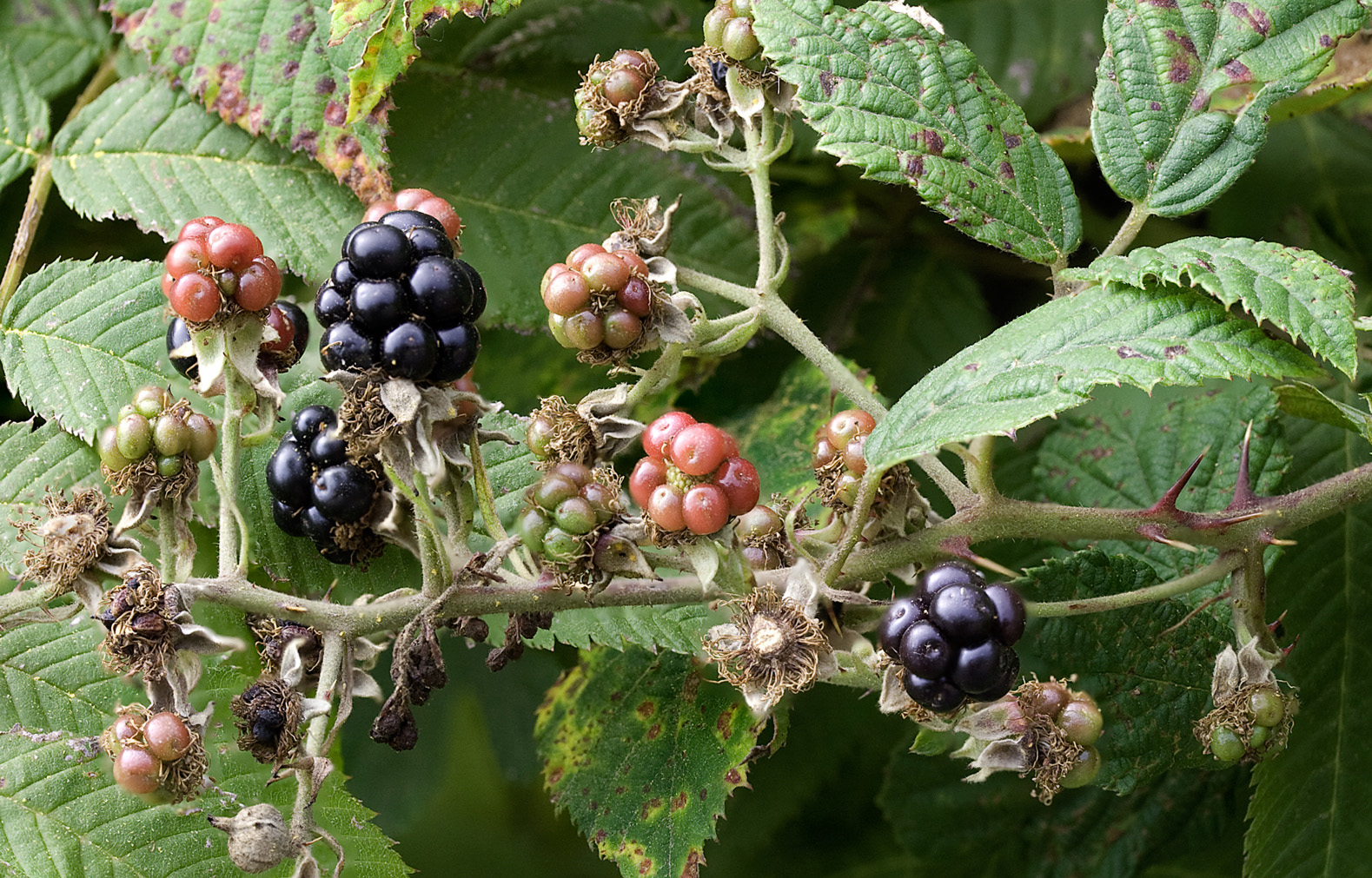
Zarzamora
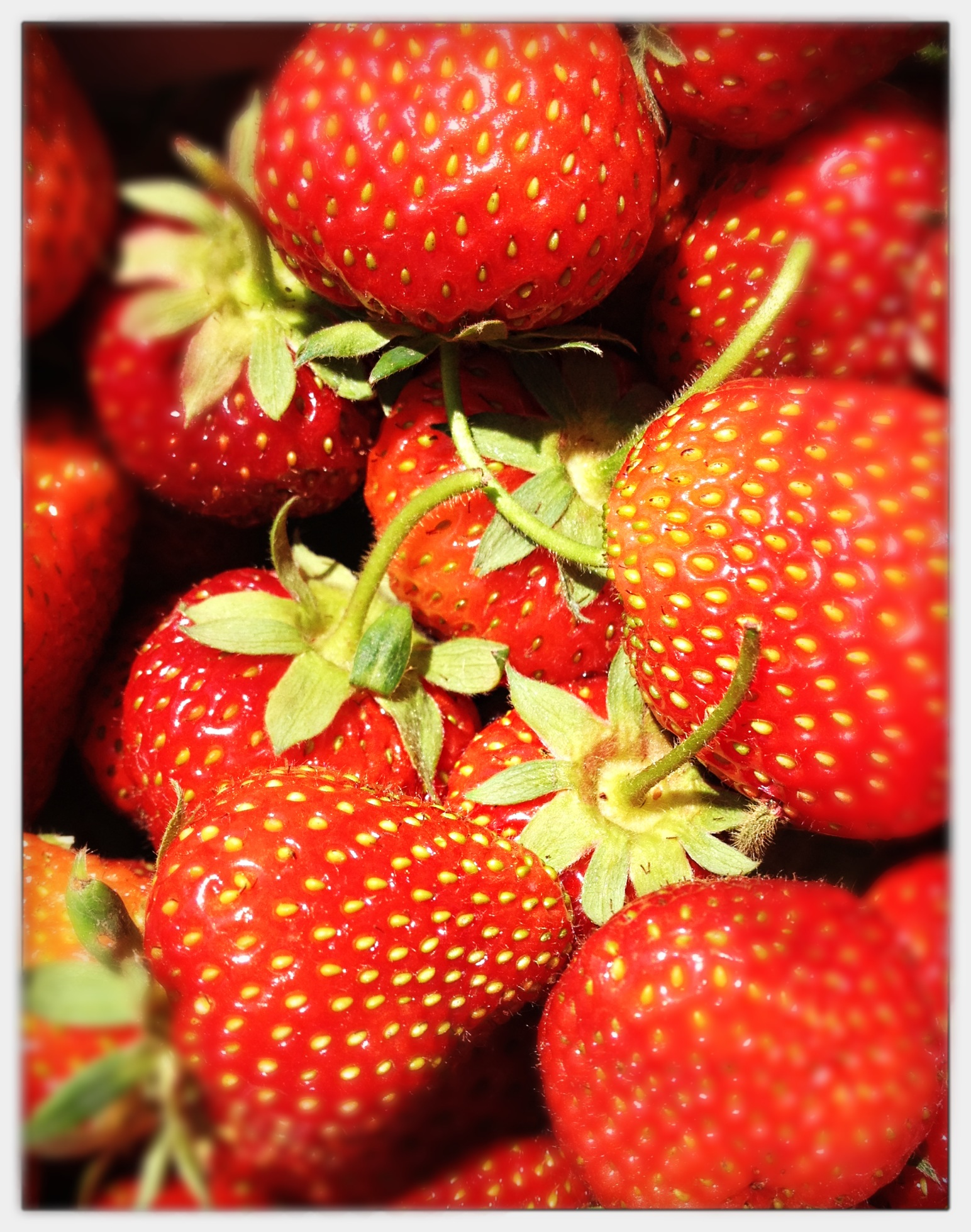
Fresa
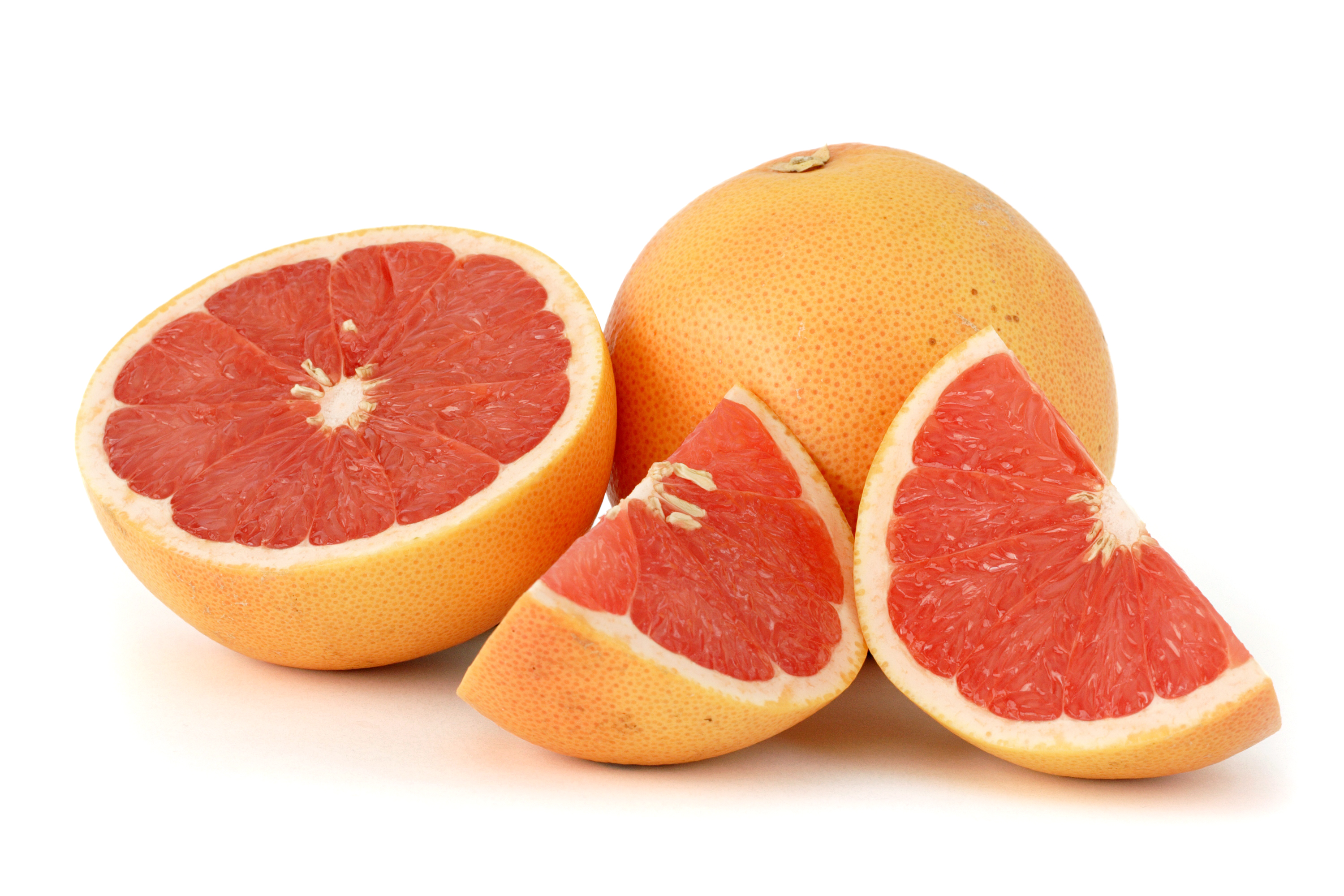
Pomelo
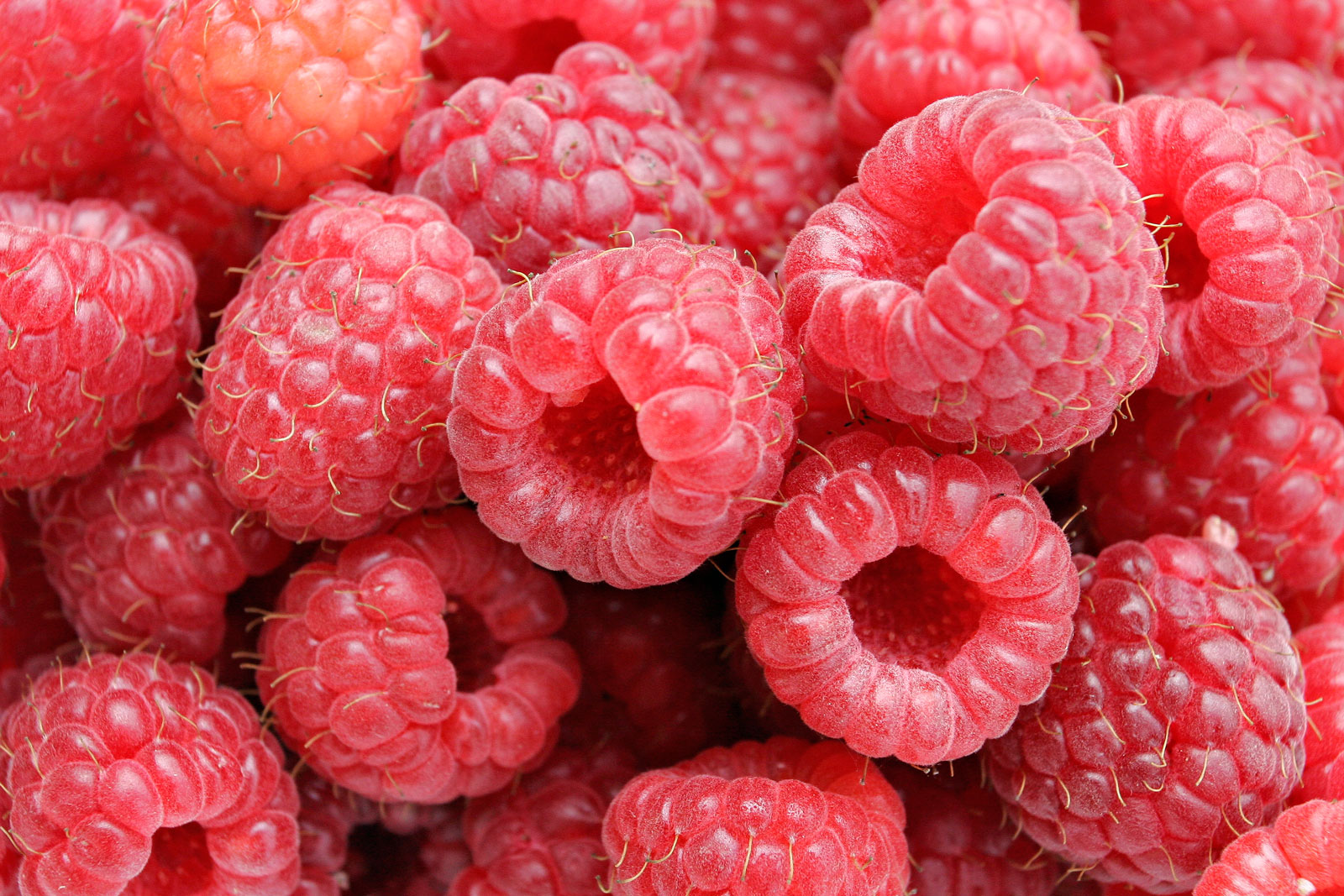
Frambuesa
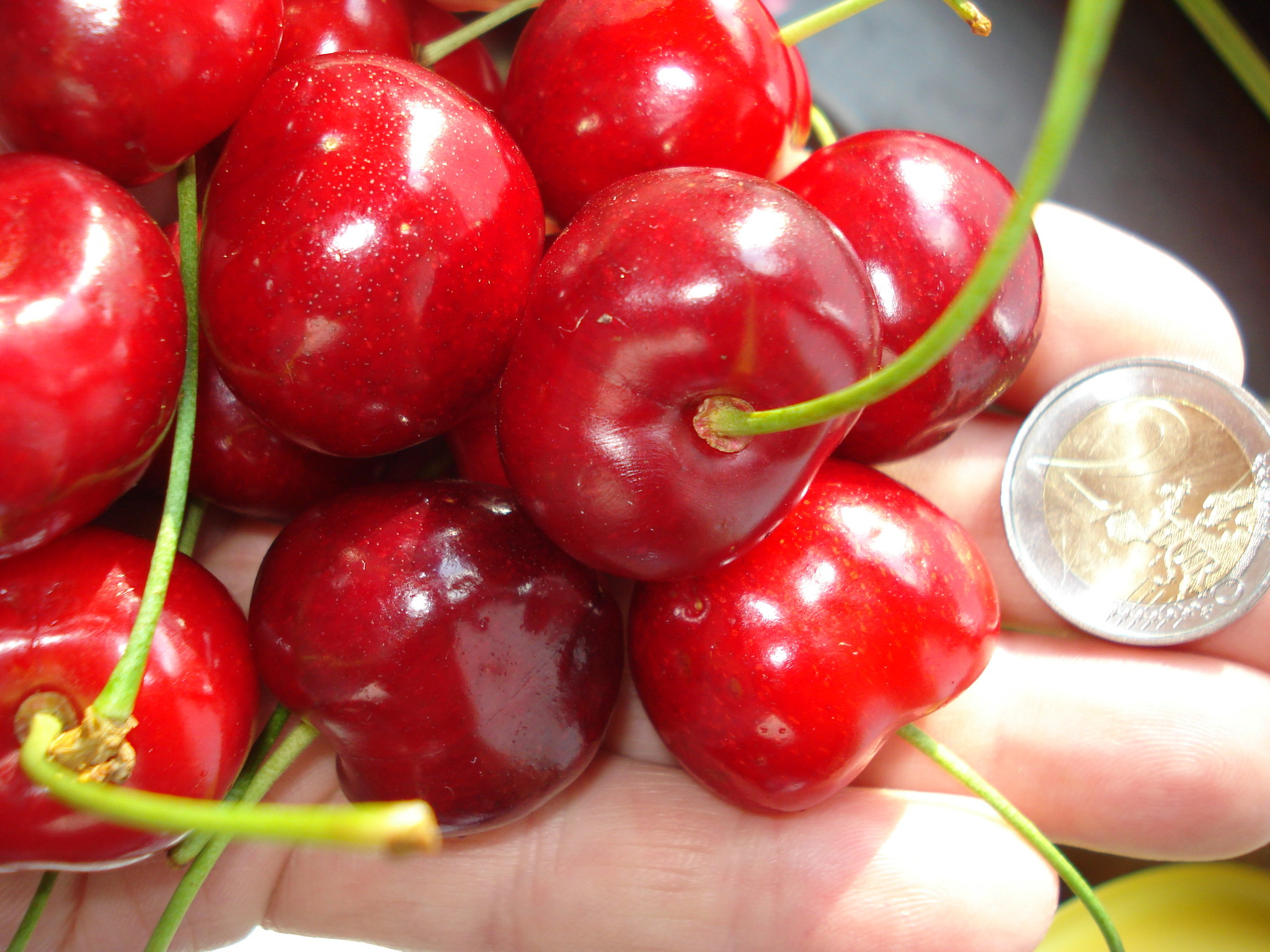
Cereza
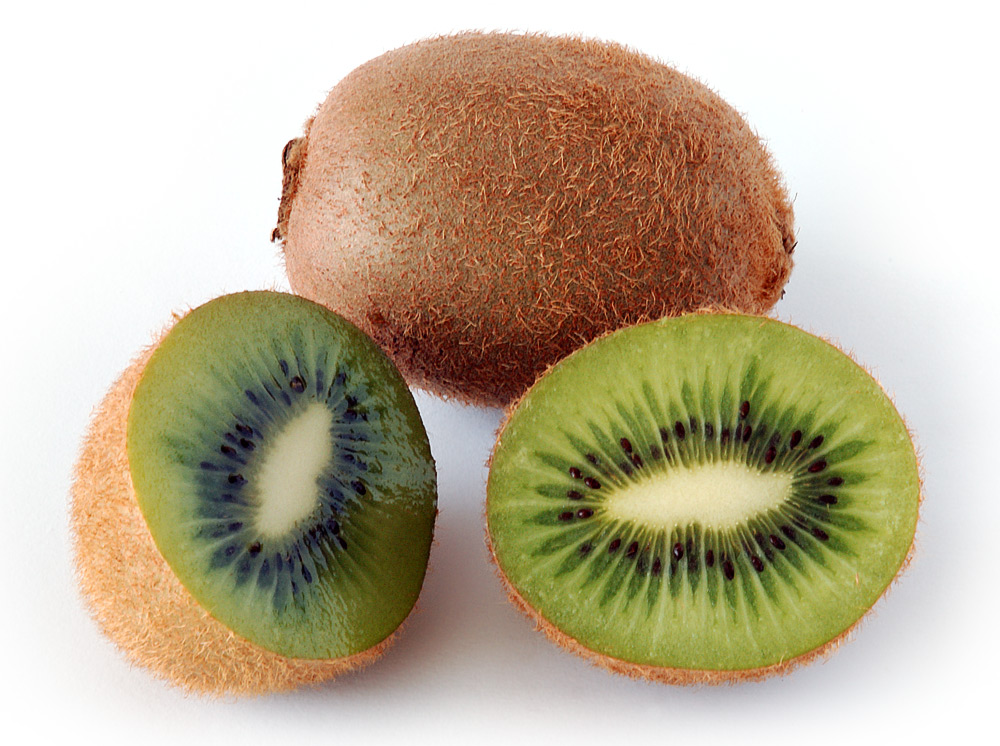
Kiwi
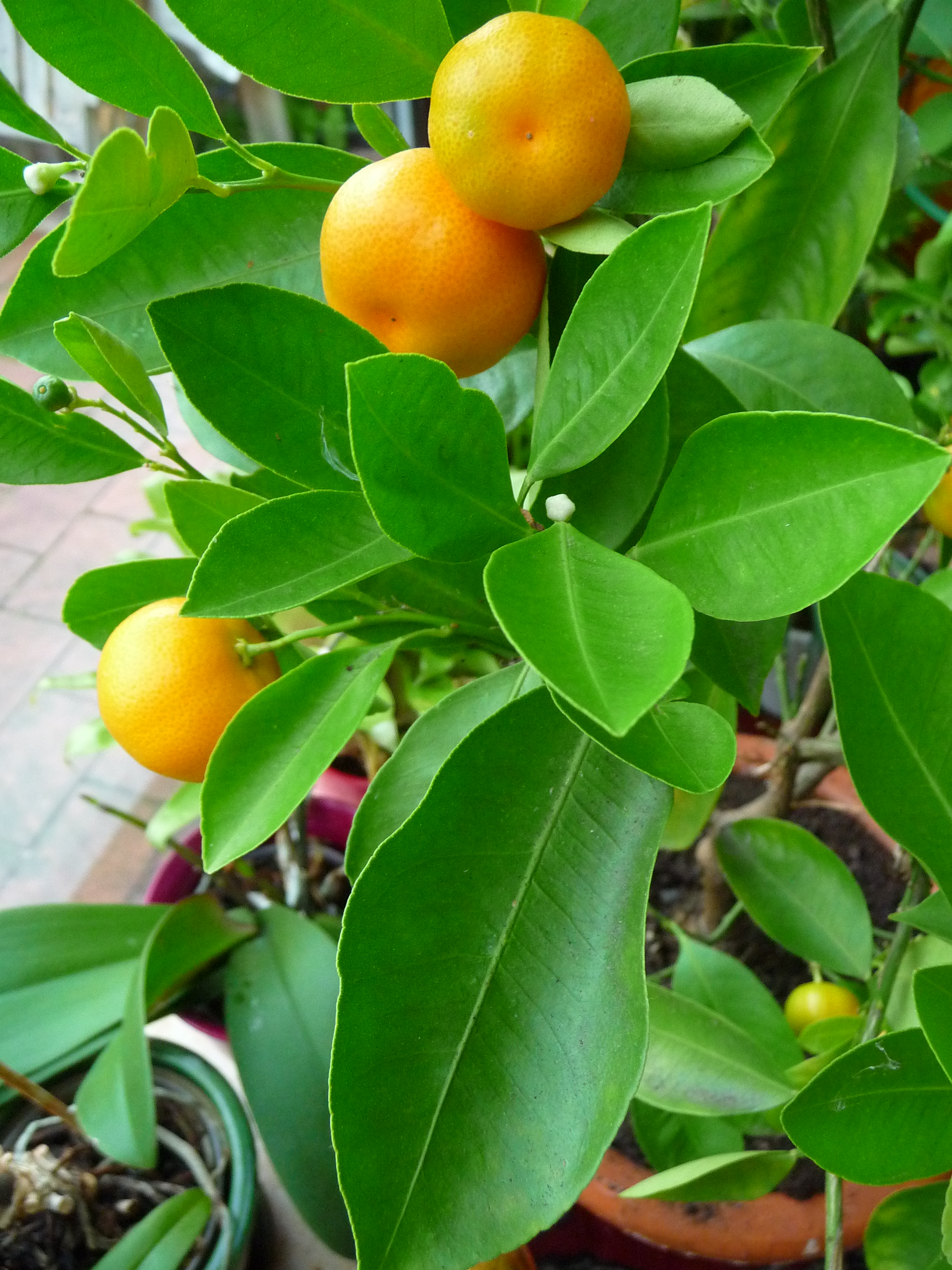
Mandarina
Melón
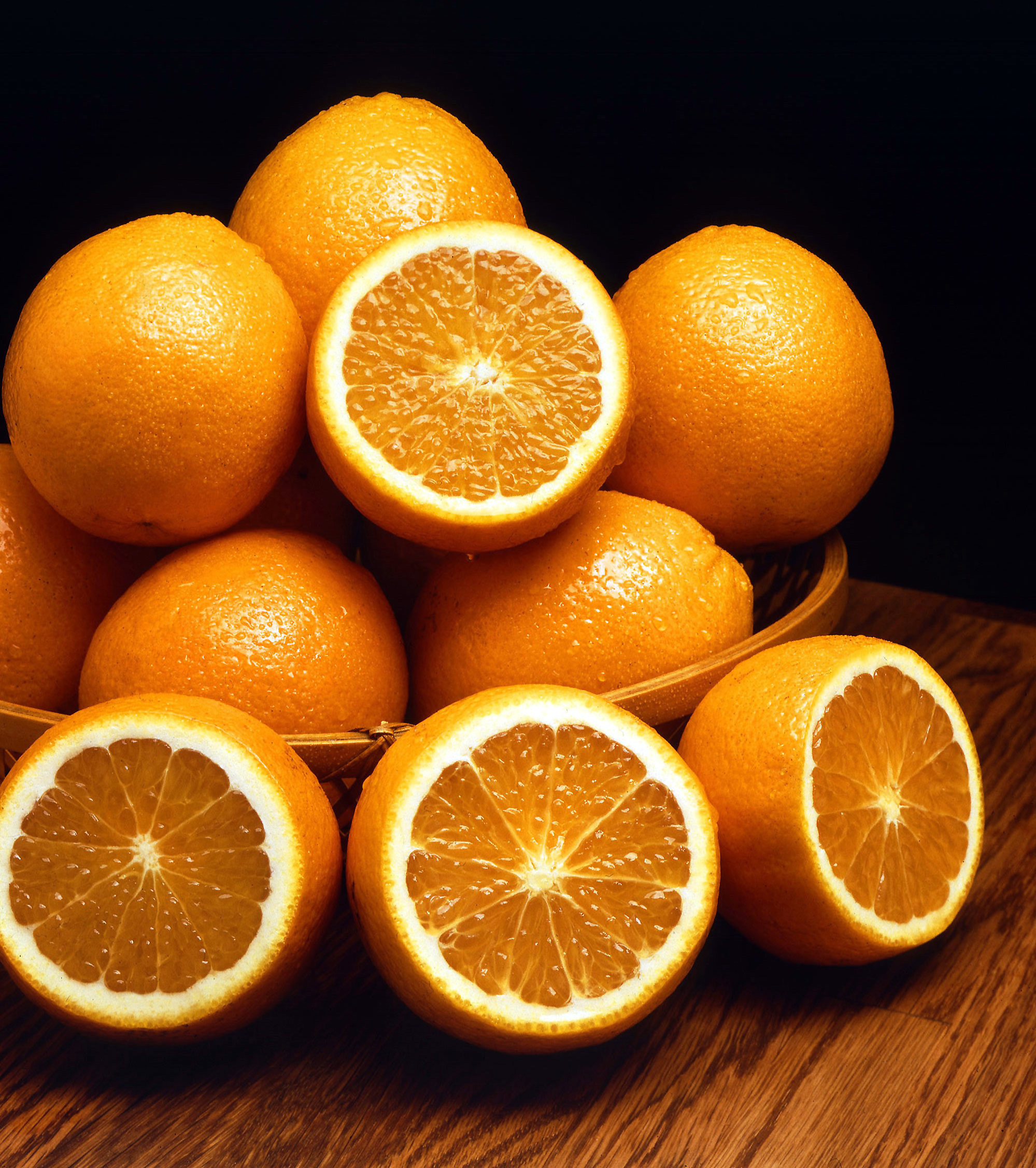
Naranja
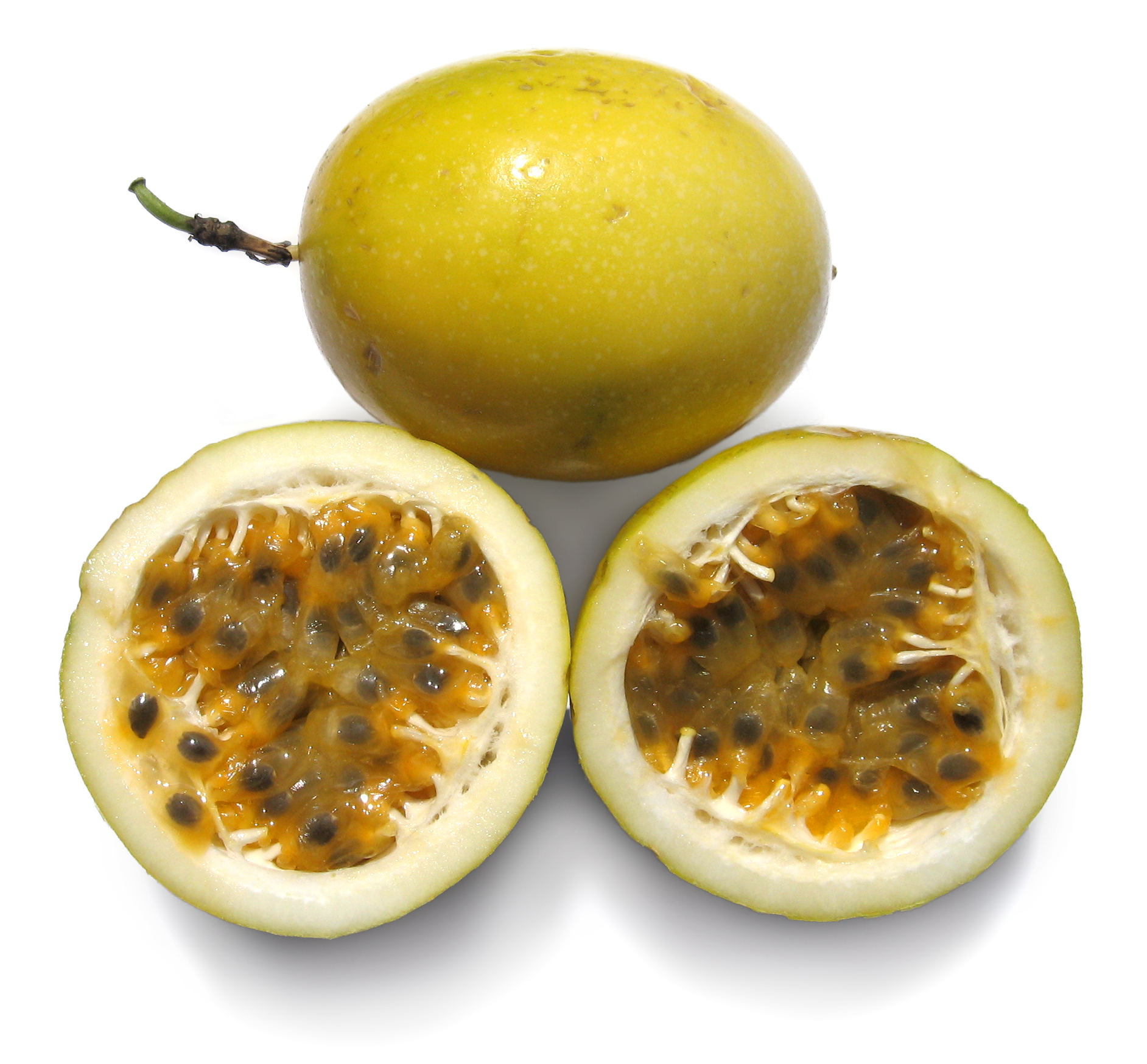
Maracuyá
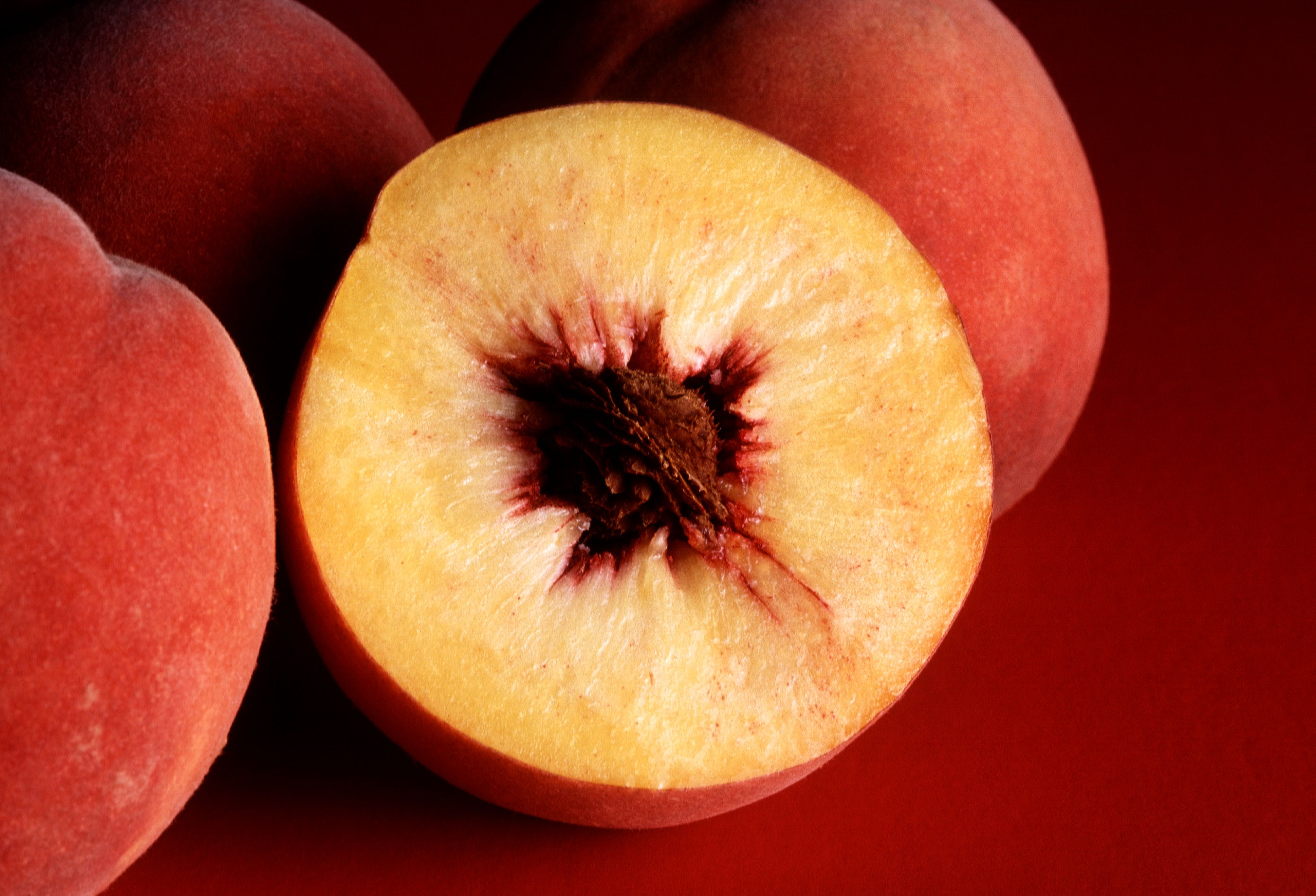
Durazno
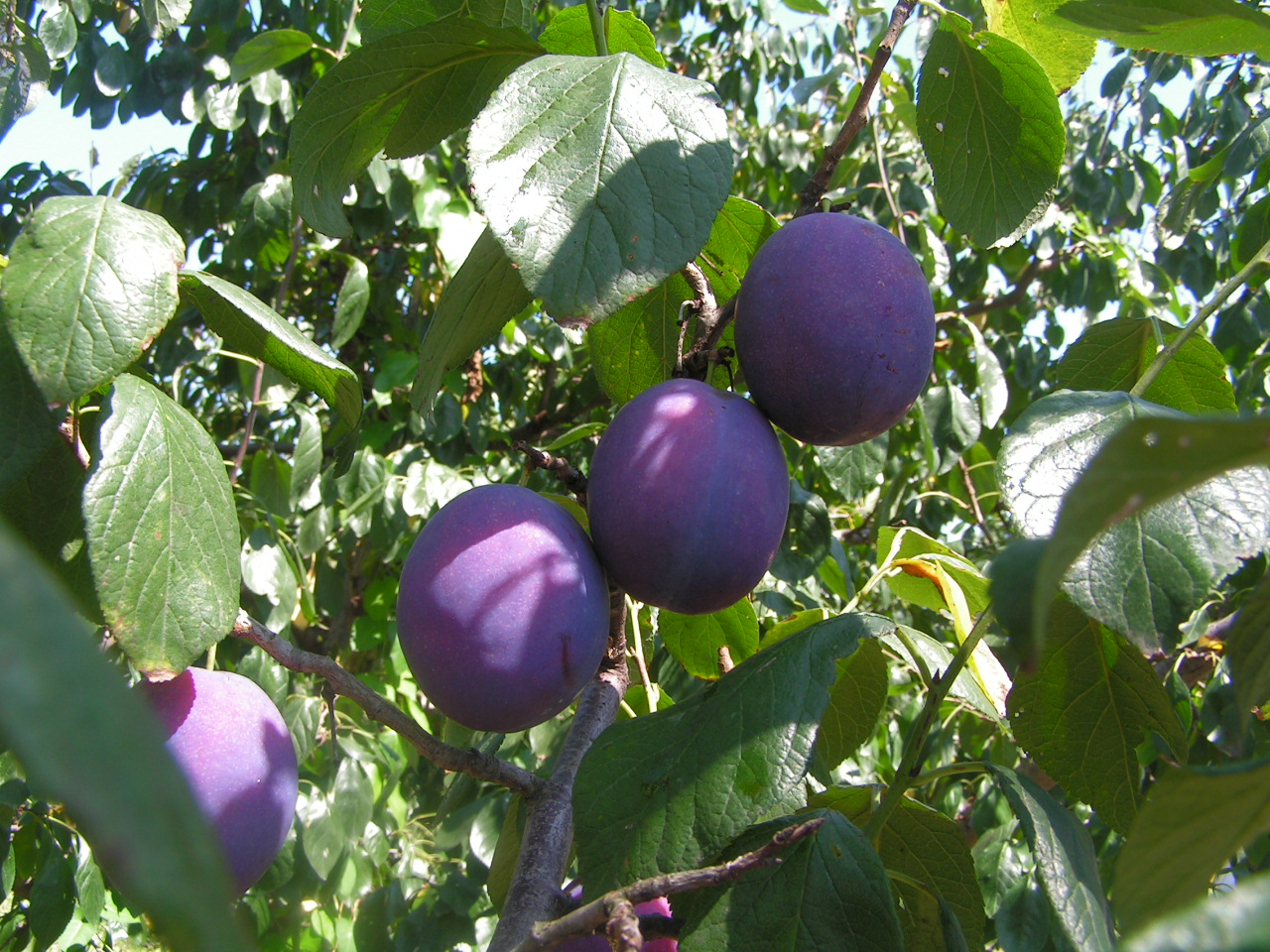
Ciruela
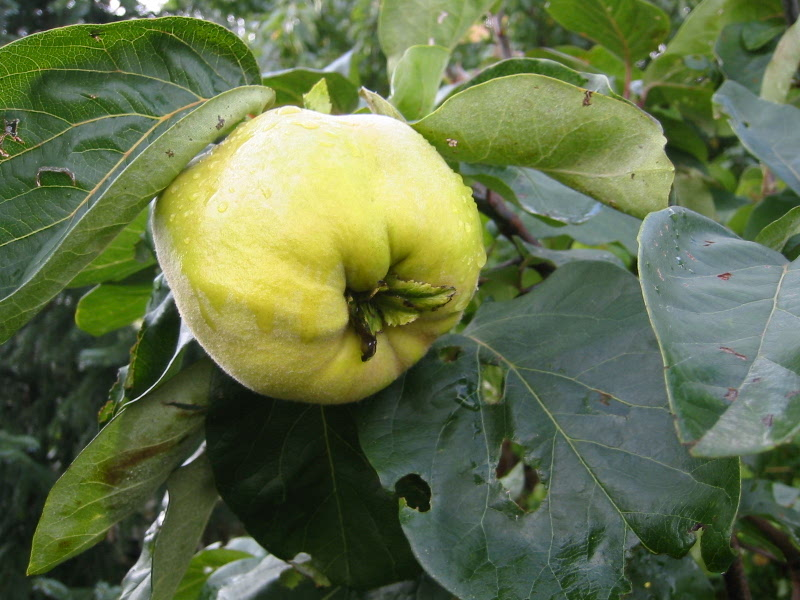
Membrillo
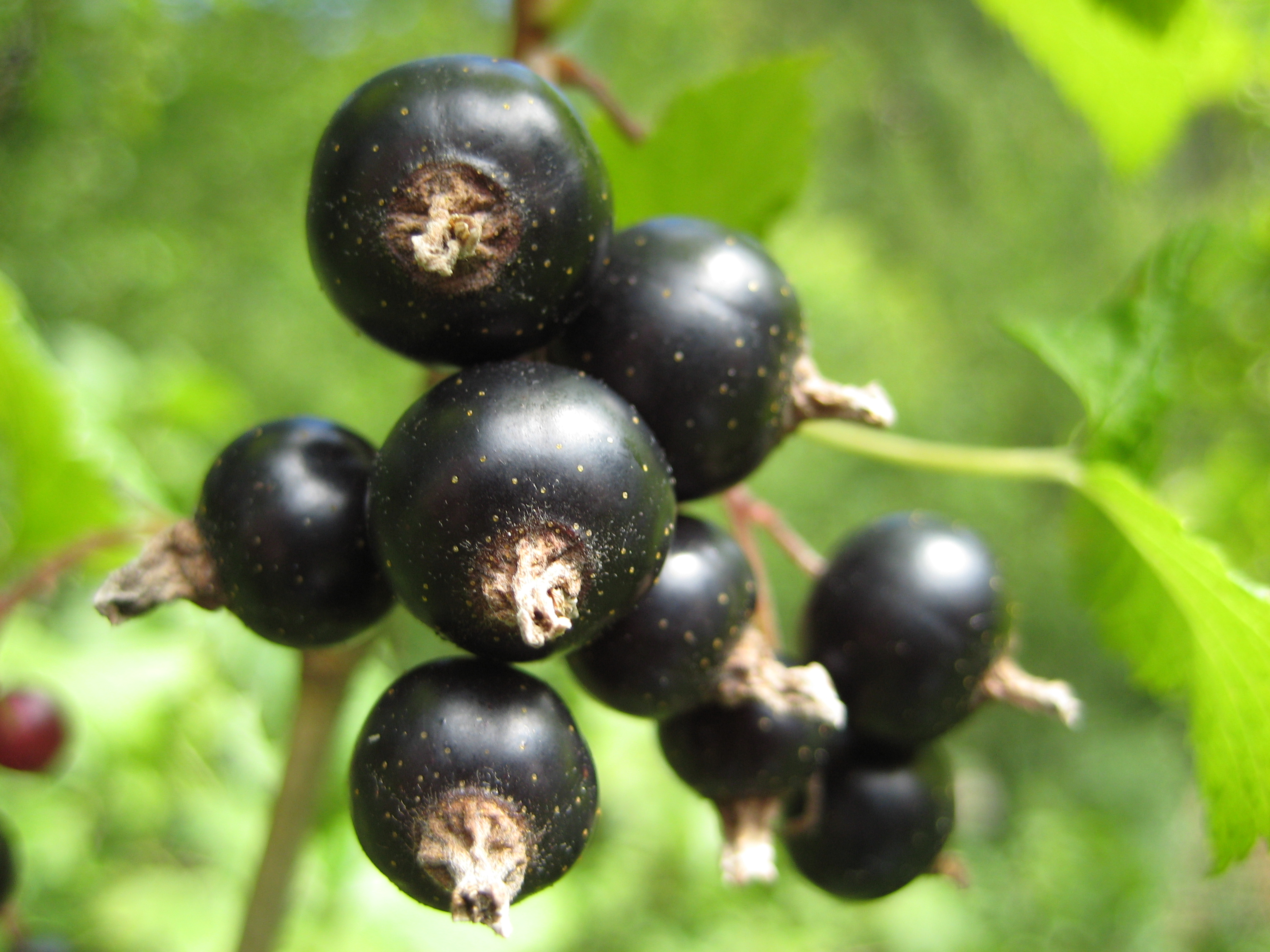
Grosella negra
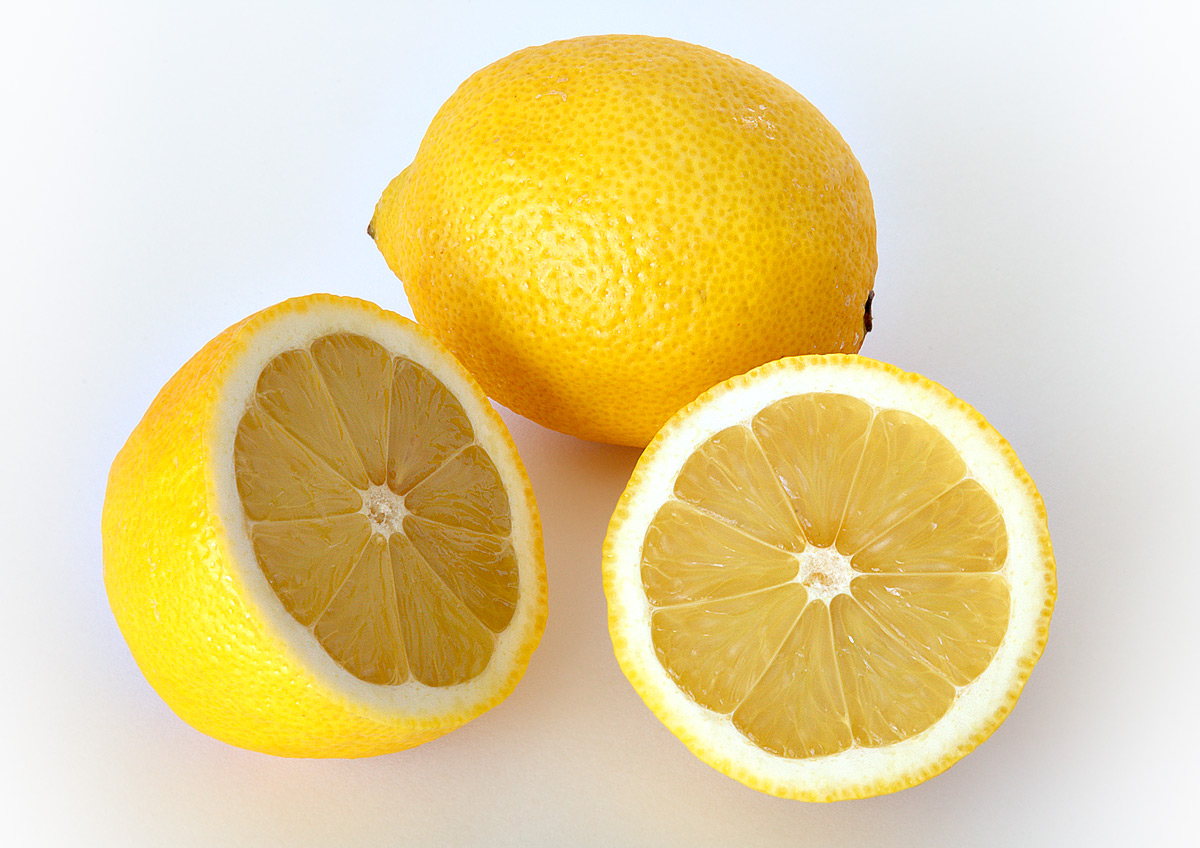
Limón

## Literatura
- Y. H. Hui (Hrsg.): Handbook of fruit and vegetable flavors. Wiley, Hoboken 2010 (eingeschränkte Vorschau).
- I. D. Morton, A. J. MacLeod: Food flavours. Part C: The flavour of fruits. Elsevier, Amsterdam. 1990.
- D. J. Rowe: Chemistry and technology of flavors and fragrances. Blackwell, Oxford. 2005 (eingeschränkte Vorschau).